# Taybad
Taybad est une ville située au nord-est de l'Iran, dans la province du Khorasan-e-razavi, à la frontière avec l'Afghanistan.
Face à Islam Qala, elle constitue l'un des points névralgiques du commerce entre l'Iran et son voisin.